# Panicum magnispicula
Panicum magnispicula är en gräsart som beskrevs av Zuloaga, Morrone och José Francisco Montenegro Valls. Panicum magnispicula ingår i släktet vipphirser, och familjen gräs. Inga underarter finns listade i Catalogue of Life.